# Mistrzostwa Polski w Kombinacji Norweskiej 2025
Mistrzostwa Polski w Kombinacji Norweskiej 2025 – zawody o tytuł mistrza Polski w kombinacji norweskiej, zorganizowane przez Polski Związek Narciarski, które odbyły się 11 stycznia 2025 roku.
Zawodnicy rywalizowali o tytuł mistrza Polski na Wielkiej Krokwi w Zakopanem oraz trasach narciarstwa biegowego COS Zakopane. Złoty medal zdobył Andrzej Waliczek (TS Wisła Zakopane), srebrny medal wywalczył Paweł Szyndlar (SS-R Sokół Szczyrk) natomiast brązowy medal zdobył Kacper Jarząbek (TS Wisła Zakopane).